# Mõisaküla

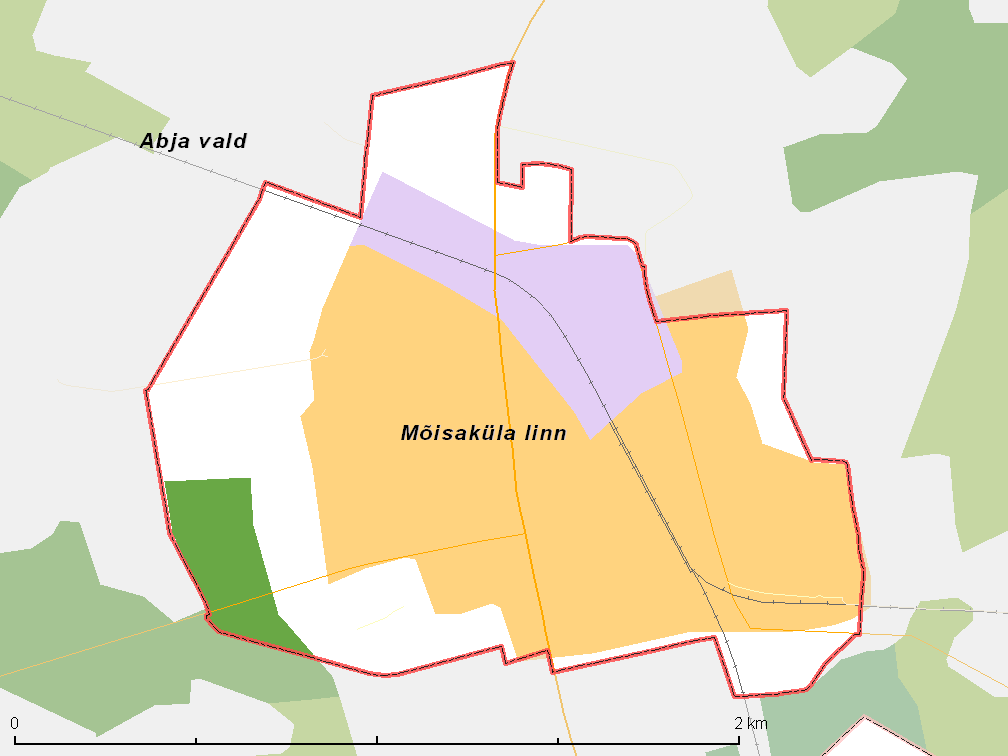
Översiktlig karta över staden.

Mõisaküla är en stad (estniska: linn) i Estland som utgör en egen kommun (stadskommun) i landskapet Viljandimaa, i den södra delen av landet, 150 km söder om huvudstaden Tallinn, nära den lettiska gränsen. Orten blev stad den 1 maj 1938.
Inlandsklimat råder i trakten. Årsmedeltemperaturen i trakten är 6,8 °C. Den varmaste månaden är juli, då medeltemperaturen är 18,3 °C, och den kallaste är februari, med −3,4 °C.